# Cangaço

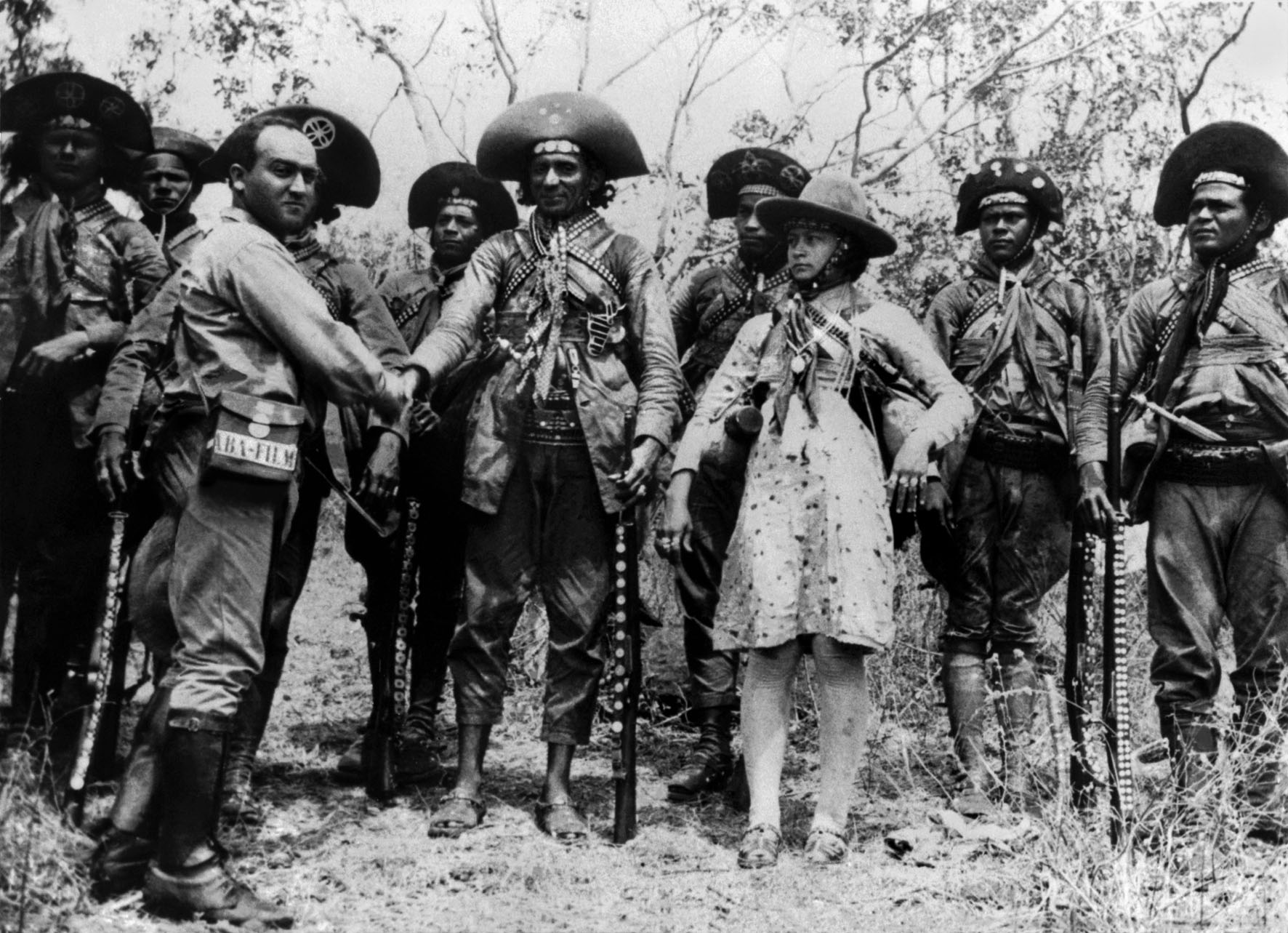
Un gruppo di cangaceiros, con al centro il famoso Lampião

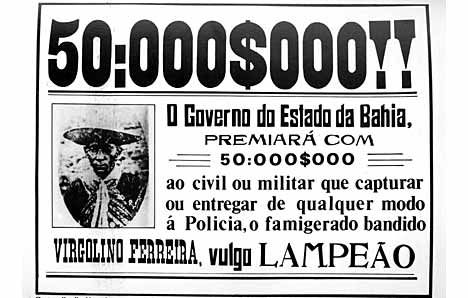
Il leggendario cangaceiro Virgulino Ferreira da Silva detto Lampião, ritratto in uno dei numerosi manifesti che annunciavano le taglie offerte per la sua cattura

Il cangaço fu un fenomeno di banditismo, criminalità e violenza occorso nella regione del sertão, in Brasile tra la fine del XIX secolo e l'inizio del XX secolo. Le sue motivazioni e cause sono da ricercarsi nelle particolari condizioni sociopolitiche ed economiche in cui si trovava il nordest del paese nella seconda metà del XIX secolo. I ribelli che presero parte al fenomeno venivano chiamati cangaceiros. Il ribellismo nel sertão fu guidato da capi che assunsero un rilievo quasi leggendario e che si guadagnarono un certo appoggio da parte della popolazione, che vedeva nei cangaceiros l'unica possibilità di proteggersi dal potere dominante dei grandi latifondisti, i cosiddetti coronéis ("colonnelli").
Etimologicamente la parola cangaço ha origine dalla parola canga o cangalho che significa letteralmente "giogo", la bardatura di trazione degli animali da tiro. La similitudine è tra la stanga di legno che unisce la bestia all'aratro o alla vettura e corre parallela alla schiena dell'animale, e il fucile a tracolla usato dai personaggi che si resero protagonisti di uno dei fenomeni di banditismo sociale più importanti della storia recente del Brasile.

## Origini
Il cangaço si sviluppò a cavallo tra il XIX secolo e il XX nelle vaste distese del sertão e della caatinga nordorientale, in cui bande di uomini armati seminavano il terrore mettendo a ferro e fuoco fattorie e proprietà.

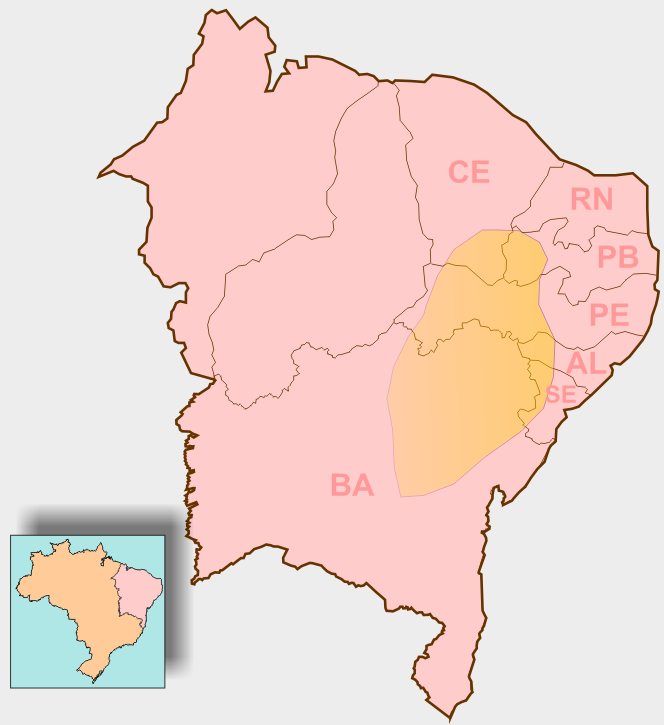
Area di sviluppo principale del fenomeno dei cangaceiros

In realtà, le fonti riferiscono che i primi gruppi denominati cangaceiros furono formati, fin dal XVIII secolo, da volontari organizzati da possidenti terrieri per combattere contro i nativi locali ed espandere i territori dei fazenderos che pagavano i cangaceiros e li rifornivano di munizioni. Dopo aver eliminato la resistenza dei nativi, queste bande rimasero a disposizione dei loro padroni per le sanguinose contese egemoniche sul territorio del sertão. Le aree principali di sviluppo del fenomeno dei cangaceiros furono inizialmente le province di Ceará, del Pernambuco e di Paraíba.
La nascita del cangaço si deve alle condizioni sociopolitiche ed economiche della regione, in cui i grandi proprietari terrieri, ereditieri della nobiltà coloniale dal carattere feudale (Capitanias) ostacolavano lo sviluppo economico.
Nonostante l'abolizione della schiavitù, e il passaggio dalla produzione locale (engenhos, officine di trasformazione pre-industriali), alle usinas (fabbriche) dell'epoca dell'industrializzazione, le relazioni di lavoro rimasero praticamente le stesse del regime schiavista, in cui il Coronel era padrone della terra e arbitro delle relazioni sociali, potere di cui approfittava per mantenere il controllo sulle vite degli abitanti del Nordest del Brasile e sfruttarli economicamente.
Per il mantenimento dell'autorità sul territorio, i grandi Coronéis mantenevano veri e propri eserciti personali di capangas, regolando le questioni in materia di giustizia abbastanza sommariamente e senza l'intervento dello Stato, ma con l'aiuto dei suoi rappresentanti locali quali polizia, giudici, esercito e amministratori politici.
Queste bande agivano con grande violenza e crudeltà, commettendo anche crimini particolarmente odiosi per la loro estrema efferatezza. Le vittime della mano violenta del coronelismo, non trovando nelle istituzioni alcun appoggio per ottenere giustizia, cominciarono a organizzarsi per contrastare il potere assoluto di questi Signori del Nordest, dando vita ad un movimento che avrebbe portato ancora più morte, sofferenza e distruzione in quella regione del Brasile già martoriata dalle siccità periodiche: il cangaço.
I metodi impiegati per contrastare il fenomeno da parte dell'autorità pubblica contribuirono a rendere la situazione estremamente violenta. Furono create volantes, gruppi di polizia i cui componenti si infiltravano tra i cangaceiros per scoprirne i nascondigli. Queste volantes non si distinguevano dalle reali bande di cangaceiros ed erano chiamati dagli stessi cangaceiros "macacos" (scimmie). Veri e propri "squadroni della morte ", per raggiungere i propri obiettivi impiegavano metodi brutali, senza distinguere fra i veri cangaceiros e chi, per convenienza o paura, li aiutava, i cosiddetti coiteiros.
La differenza fra le volantes e le bande di jagunços e cangaceiros non era l'uso della violenza indiscriminata, ma che le prime la esercitavano sotto la protezione della legge dello Stato.

## Il nordest del Brasile
Per comprendere il contesto sociale dove si sviluppò il cangaço è necessario far riferimento anche a altri elementi importanti che caratterizzavano il nordest brasiliano dell'epoca, quali il fanatismo religioso e i movimenti messianici. I forti sconvolgimenti sociali che meritarono il nome di Guerra Civile Nordorientale, e caratterizzarono questo periodo di storia del Brasile, diedero l'impulso per la diffusione di pratiche che si addensarono dando vita a fenomeni come il movimento dei Canudos, nello Stato di Bahia, con alla testa Antonio Conselheiro, e Beato Lourenço che guidava quello do Caldeirão nello Stato del Ceará.
Un'altra figura di rilievo dell'epoca è Padre Cícero Romão Batista, chiamato dai seguaci Santo de Juazeiro, a cui si attribuivano le capacità di compiere miracoli, una sorta di natura divina. Investito di questo grande potere simbolico, Padre Cícero ne fece uso per conciliare gli interessi contrari diminuendo i conflitti di classe. Nonostante fosse un ottimo conciliatore e ben voluto dai cangaceiros, utilizzò la sua influenza agendo in favore dei "coronéis", cercando di giustificarne violenze e ingiustizie.

## Icangaceiros

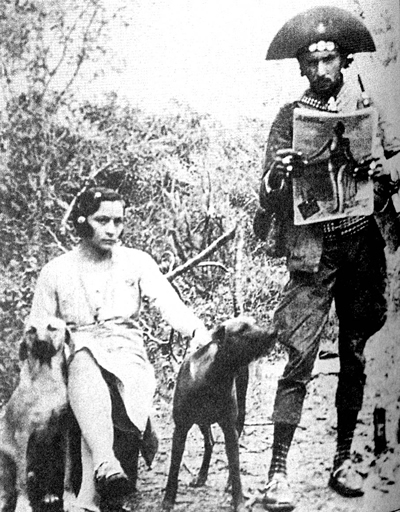
Lampião e Maria Bonita fotografati da Benjamin Abrahão Botto (1936)

Tra i cangaceiros della prima ora, già negli ultimi decenni del XVIII secolo, divenne famoso Joaquim Gomes, detto Cabeleira ("capigliatura") per i suoi capelli da indio, lisci e lunghi fino alle spalle; il bandito fu attivo nel Pernambuco insieme ai suoi compagni principali: il figlio Josè, il nero Theodosio, Gavião, Ventania, Jurema, Jaracandà. Cabeleira era temuto e apparentemente imprendibile; con la sua banda si spostò anche sulla costa depredando e saccheggiando. Dopo essere sfuggito ripetutamente alla caccia delle prime "volanti", sarebbe stato catturato in una piantagione e impiccato a Recife nel 1776. 

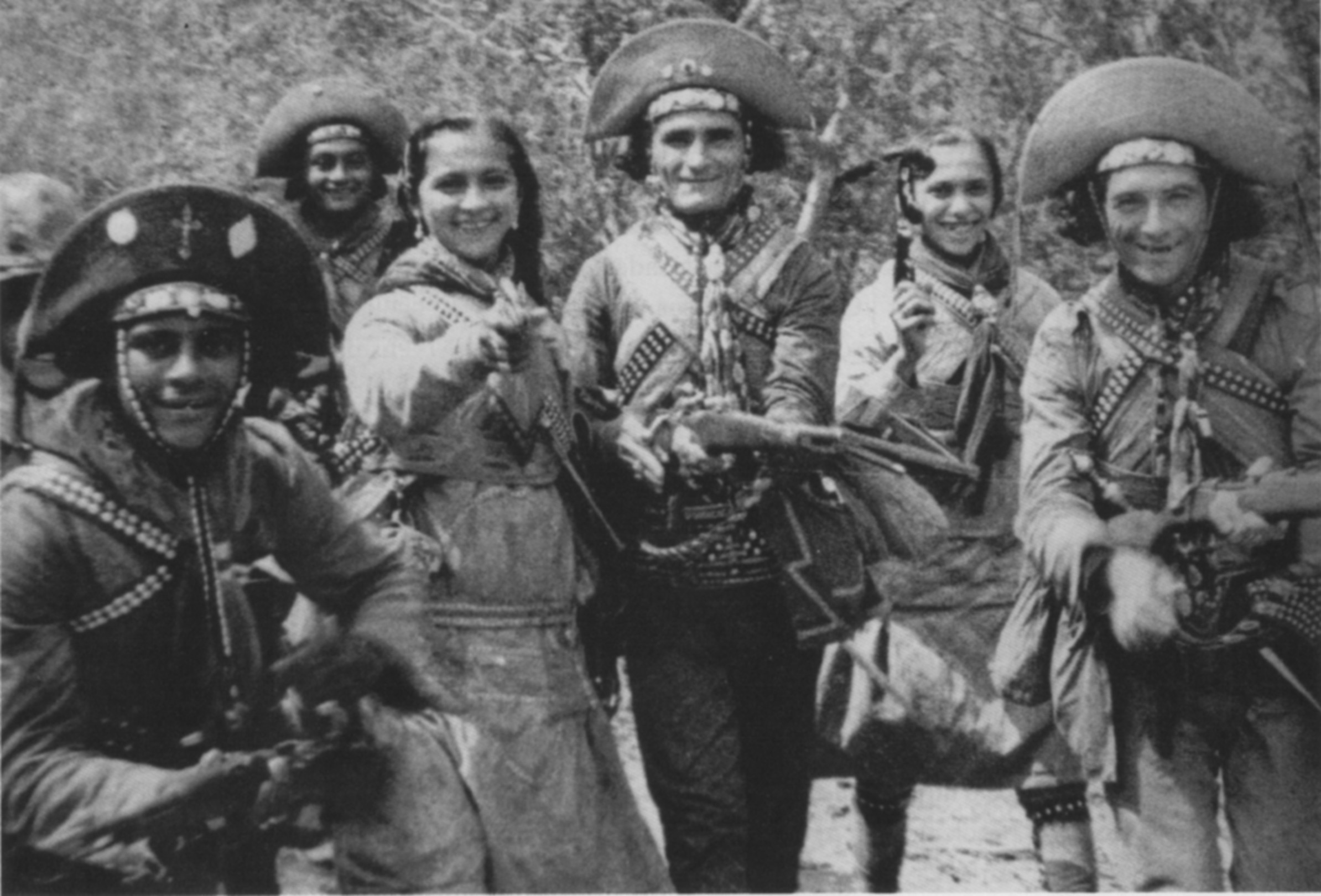
Un gruppo di cangaceiros, con al centro uno dei capi più conosciuti, Virginio Fortunato da Silva, detto "Moderno"

Il cangaço comincia a essere considerata un'attività lucrativa e aumenta il numero di coloro che vi si dedicano. Alcuni di essi provengono direttamente dal servizio ai grandi latifondisti, come Zé Pereira, Sebastião Pereira e Antônio Quelé.
Il primo personaggio importante lo troviamo verso la fine del secolo, esattamente nel 1897. Si tratta di Antônio Silvino; famoso per la sua attitudine corretta e cavalleresca, rimane in attività per 17 lunghi anni nel sertão dell'Alagoas, Pernambuco e Paraíba. La polízia pernambucana riuscì a catturarlo nel 1914.
Un altro cangaceiro famoso fu Sebastião Pereira (detto di Sinhô Pereira), che iniziò nel 1916, a seguito di gravi ingiustizie subite da potenti dell'epoca. È di quell'anno l'apparizione sulla scena di quello che diventerà il più famoso dei cangaceiros e un simbolo per tutto il cangaço, Virgulino Ferreira da Silva, detto Lampião. Era chiamato "re del cangaço" e "governatore del sertão". 
Altri cangaceiros importanti agivano congiuntamente a Lampião o si consideravano suoi sottoposti. Tra questi il più importante era Corisco. Nato in Alagoas nel 1907, fu uno dei più fedeli amici di Lampião; nel 1927 cominciò ad agire per proprio conto guidando un proprio gruppo di cangaceiros, ma continuando a considerare Lampião suo superiore gerarchico. Dopo la morte di quest'ultimo nel 1938, continuò l'attività di guerriglia finendo a sua volta ucciso del 1940. Un altro dei principali luogotenenti di Lampião era il brutale e violento Josè Aleixo Ribeiro da Silva, detto Zé Baiano, conosciuto anche come la "pantera nera del sertão", che dopo una serie di sanguinose azioni di violenza, cadde nel 1936.

## Presenza e ruolo della donna
È a partire dal 1930 che inizia la partecipazione femminile al cangaço nella persona di Maria Gomes de Oliveira, più nota come Maria Bonita, compagna di Lampião, a cui fecero seguito molte altre.
Il ruolo delle donne fu importante perché, oltre a fungere da supporto logistico, esse contribuirono a umanizzare il movimento, rappresentando un'istanza dove poter chiedere clemenza, calmare i propri compagni e far sì che questi si comportassero in modo più prudente anche di fronte ai rischi del mestiere.
Tra le "cangaceiras" di cui si ha conoscenza le più famose furono Dadá (compagna di Corisco), Inacinha (compagna di Galo), Sebastiana (compagna di Moita Brava), Cila (compagna di Zé Sereno), Maria (compagna di Labareda), Lídia, (compagna di Zé Baiano) e Neném (compagna di Luís Pedro).
Armate di pistole, erano abbastanza pericolose e non esitavano a farne uso in propria difesa.
Le condizioni di vita per le donne dal cangaço erano molto dure, aggiungendo alle privazioni e alla mancanza di conforto vissuta dalle donne del nordest brasiliano, le necessità di vivere in luoghi impervi e di fuggire continuamente dalle "volantes".
Per questo motivo la presenza di neonati e bambini era proibita tra le bande di cangaceiros così che i figli venivano affidati alla famiglia della donna che tornava poi a fianco del proprio compagno.

## La fine
Come già accennato il movimento del cangaço giunge a termine nella prima metà del XX secolo. Uno degli episodi più importanti di questo epilogo fu la battaglia della Grotta di Angico: una "volante", grazie all'uso di una mitragliatrice, riuscì ad avere la meglio sulla banda e uccise, il 28 luglio 1938, Lampião, Maria Bonita e alcuni altri cangaceiros mentre i restanti fuggirono per la "caatinga".
Decapitati dalla "volante", le loro teste furono esposte in vari Stati del Brasile e poi per circa 30 anni nel Museo Nina Rodrigues, a Salvador de Bahia. Dopo la morte di Lampião il suo amico Corisco tentò di prendere il comando del movimento, ma fu ucciso due anni dopo e la sua testa esposta accanto a quelle dei suoi amici. Dopo decenni di protesta da parte delle famiglie, nel febbraio 1969 per ordine del governatore Luís Viana Filho, i crani dei cangaceiros furono finalmente sepolti.

## Cinema
- Il brigante - "O Cangaceiro", Brasile 1953, regia di Lima Barreto
- Il dio nero e il diavolo biondo, Brasile 1964, regia Glauber Rocha
- Antonio das Mortes, Brasile 1969, regia di Glauber Rocha
- O' Cangaceiro, Italia/Spagna 1970, regia di Giovanni Fago, con Tomas Milian
- New Bandits, 2023, regia di Fabio Mendoca, Aly Muritiba (produzione Amazon Studios)

## Fumetti
- Forse sull'onda del film del 1953, Guido Martina scrive per un Albo d'Oro la disneyana Paperino e il cangaceiro (1955), per le matite di Giovan Battista Carpi e le chine di Giulio Chierchini. I banditi brasiliani qui sono 3 (nonno, figlio e nipote) e sono fisicamente assimilabili a Panchito Pistoles.
- Nel 1974, il brasiliano Jo Oliveira ha pubblicato il racconto "La guerra del Regno Divino" su Alterlinus, e due anni dopo l'editore brasiliano Codecri ha pubblicato il lavoro nel paese.
- Alcune avventure scritte da Hugo Pratt sono ambientate in Brasile con i cangaceiros. Appaiono in Samba con Tiro Fisso, un'avventura di Corto Maltese nella quale incontra Corisco de Sao Jorge, un ragazzo che diventerà Capitão Corisco e continuerà la tradizione cangaço fino alla sua morte nel 1940.[5] L'Uomo del Sertão, sempre di Hugo Pratt, racconta la storia di Gringo, un cangaceiro della banda di Capitão Corisco, che lotta contro i militari.[5]
- Mister No (Sergio Bonelli Editore) nei numeri 3-4-5 ambienta con i cangaceiros una delle più belle storie della sua serie. Anche lo speciale n.3 (ristampato a colori nell'Almanacco dell'Avventura 2013) tratta l'argomento.
- Nel numero 573 di Zagor ( Sergio Bonelli Editore) comincia una storia che si svolgerà su due albi: il primo con titolo "Sertão", il secondo intitolato "La riscossa dei cangaceiros". La storia, scritta da Mauro Boselli e disegnata da Paolo Bisi è ambientata nel sertão, durante una guerra tra i cangaceiros di Lucas da Feira, detto "Diavolo Nero", e i "macacos" agli ordini del coronel Moreira. Zagor viene catturato con il Diavolo Nero dagli uomini del coronel a causa del tradimento del cangaceiro Cazumbà. Alla fine vengono liberati dai cangaceiros di Meia-Noite e Lucas da Feira uccide il coronel Moreira.
- La vita di Lampião, il famoso cangaceiro sudamericano, raccontata da Wilson Vieira nel fumetto brasiliano Cangaceiros - Homens de Couro #1 (Cangaceiros - Uomini di cuoio #1), pubblicato da Cluq nel 2004.

## Musica
Nel 1954 la cantante italiana Flo Sandon's incise O cangaceiro (Mulher rendeira) dal film omonimo. 
Cangaceiro è uno dei singoli più famosi dei Litfiba. Tra fine anni '80 e inizio anni '90 il brano concludeva i concerti della band toscana, come noto dai vari dischi live del periodo.
Nel 1998 il compositore e musicista brasiliano Max Cavalera (ex frontman della band thrash metal dei Sepultura) scrisse una canzone chiamata Cangaceiro con i Soulfly, sua nuova band.